# Носса уссурийская
Уссурийская носса (лат. Nossa palaearctica) — вид бабочек из семейства Epicopeiidae. Длина переднего крыла 32—35 мм. Редкий вид, обитающий на востоке Китая, на Корейском полуострове, в Японии и в России (на востоке Забайкальского края, в Амурской области, Хабаровском и Приморском краях). Наиболее северные находки — Зейский заповедник, Буреинский заповедник и Нижнее Приамурье. Для восстановления численности этих бабочек в Приморском крае дендрарий Горнотаёжной станции ДВО РАН осуществляет искусственное разведение, защищая зимующих куколок (наиболее уязвимую стадию) от воздействия низких температур.

## Внешний вид и образ жизни
Крылья бабочек белые с чёрным рисунком, составленным из чётко очерченных жилок и размытых поперечных перевязей: антимедианной перевязи и краевой каймы. Самцы внешне отличаются от самок перистыми усиками. По окраске сходны с симпатрическим видом булавоусых бабочек — белянок Aporia largeteaui, подобно которым уссурийские носсы ведут дневной образ жизни. Гусеницы в качестве кормового растения используют кизил белый (Cornus alba). Куколки зимуют в почве. Время лёта происходит с мая по июнь; в Приамурье бабочки летают с середины июня до середины июля.